# Prinsesse Thyra (1853-1933)
 For alternative betydninger, se Prinsesse Thyra. (Se også artikler, som begynder med Prinsesse Thyra)
Prinsesse Thyra af Danmark (29. september 1853 – 26. februar 1933) var en dansk prinsesse, der var yngste datter af Christian 9. og Dronning Louise. I 1878 blev hun gift med Ernst August, Hertug af Cumberland og tronprætendent til Kongeriget Hannover.
Thyra var søster til Frederik 8., Alexandra af Danmark, Georg 1. af Grækenland, Kejserinde Dagmar af Rusland og prins Valdemar.

## Barndom og ungdom
Prinsesse Thyra blev født den 29. september 1853 i Det Gule Palæ ved siden af Amalienborg i København. Hun var det næstyngste barn og den yngste datter af den daværende Prins Christian (den senere Christian 9.) og Louise af Hessen-Kassel. Hun blev født blot to måneder efter, at hendes fader var blevet gjort til arving til Danmarks trone ved Tronfølgeloven i 1853. Hun blev døbt med navnene Thyra Amelie Caroline Charlotte Anne, og til daglig var hun kendt under navnet Thyra.
Thyra havde fem søskende: Prins Frederik (der efterfulgte deres far som konge af Danmark), Prinsesse Alexandra (der blev gift med Edvard 7. af Storbritannien), Prins Vilhelm (der blev konge af Grækenland som Georg 1.), Prinsesse Dagmar (der som Maria Fjodorovna blev gift med Alexander 3. af Rusland) og Prins Valdemar.
Thyra var som barn køn, livlig og munter og havde som sine søskende hang til spilopper. Christian 9. kaldte hende senere for sin gode datter, og hun var populær og afholdt på grund af sin blide og milde natur både af danskerne og af hele sin familie. Hun var den mindst ambitiøse og udfarende af søstrene. Som barn og ung så hun sine ældre søskende opnå høje stillinger i udlandet, og hun besøgte dem tit i deres nye hjem. Hun blev konfirmeret den 27. maj 1870 i Christiansborg Slotskirke af Sjællands biskop Hans Lassen Martensen.
Det medvirkede til hendes popularitet, at hun var den yngste kongedatter og den sidste af prinsesserne, der forlod Danmark. Hun var den i familien, der havde det bedste forhold til svigerinden Lovisa af Sverige, som ikke var særlig populær.
Thyra fik en del ægteskabstilbud blandt andet fra den meget ældre kong Vilhelm 3. af Holland, som dog blev anset for alt for gammel. Der var en overgang tale om et ægteskab mellem hende og Dronning Victoria af Storbritanniens søn Prins Arthur. Det var dronning Louise imod.

## Historien om Thyras uægte barn
Prinsesse Thyra skulle omkring 1871 have forelsket sig i Vilhelm Marcher, en ung officer ved hoffet. Det hed sig, at forholdet endte med graviditet. Det var en stor skandale og Marcher hængte sig 2. januar 1872.
Det blev i familien besluttet, at hun skulle føde barnet i hemmelighed hos sin broder kong Georg 1. i Athen under en længere udlandsrejse. Under opholdet i Athen blev det bekendtgjort, at Thyra var blevet ramt af gulsot og behøvede længere tids hvile. Her fødte hun ved juletid 1871 en datter, som blev bortadopteret til et dansk ægtepar.
Historien er aldrig bekræftet af hoffet.

## Ægteskab
I 1878 blev hun i København i Christiansborg Slotskirke gift med Hertug Ernst August af Cumberland, arvingen og den tidligere kronprins af Kongeriget Hannover, der var blevet annekteret af Preussen i 1866. Prinsesse Thyra havde i en årrække kendt Ernst August, der var dronning Louises kandidat til en brudgom. Enkedronning Caroline Amalie dukkede overraskende op til hendes bryllup.
Brylluppet blev brugt af Preussen til at ophævelse Pragfredens berømte paragraf 5, og derved svandt håbet om at vinde noget af Slesvig tilbage til Danmark. Preussen var irriteret over ægteskabet, fordi Ernst August var anti-preussisk efter Preussens anneksion af Hannover efter den Preussisk-østrigske krig i 1866. Ægteskabet gav anledning til diplomatiske forviklinger med Tyskland, og parret forlod Danmark hurtigt efter brylluppet.

## Senere liv
Efter brylluppet tog parret ophold i Gmunden i Østrig, hvor Thyra boede resten af livet på det store Schloss Cumberland, Hannoveranernes familiesæde i eksil. De havde desuden et palæ i Wien. I ægteskabet blev der født seks børn, tre sønner og tre døtre.
Ægteskabet blev forholdsvis lykkeligt til trods for Ernst Augusts vanskelige natur.
I de senere år blev Thyra mere sørgmodig og havde hang til melankoli. Tilværelsen i Gmunden kunne godt blive for monoton, og Thyra fik i 1887 under sin sidste graviditet et regulært nervesammenbrud, der krævede længere tids behandling.
Thyra deltog lige som sine søskende i de kendte Fredensborg-dage, men ligeså ofte måtte hun blive hjemme, da hendes mand ikke brød sig om at rejse og ikke kunne undvære hende.
I de senere år fik hun ofte besøg i Gmunden af Christian 9. og af sin yngste bror, prins Valdemar.
Ligeledes var kejser Franz Joseph 1. af Østrig-Ungarn en hyppig gæst, ligesom Thyra og hendes mand ofte blev inviteret til kejserens selskaber i og uden for Wien. Kejseren var en gammel forbundsfælle af Hannover, og det venskabelige forhold bestod.
Under 1. Verdenskrig var hun på tysk side, hvilket hendes søskende dog aldrig regnede hende til last.
Efter krigen og Ernst Augusts død besøgte hun atter Danmark.
Thyra døde i Gmunden i 1933.

## Titler
- 1853-1858: Hendes højhed Prinsesse Thyra af Danmark
- 1858-1878: Hendes kongelige højhed Prinsesse Thyra af Danmark
- 1878-1919: Hendes kongelige højhed Kronprinsesse af Hannover, Hertuginde af Cumberland og Teviotdale
- 1919-1933: Hendes kongelige højhed Kronprinsesse af Hannover

## Anetavle
Se Frederik 8.s anetavle.

## Børn
| Navn                                                   | Født               | Død                | Gift med                                                                                 |
| ------------------------------------------------------ | ------------------ | ------------------ | ---------------------------------------------------------------------------------------- |
| Prinsesse Marie Louise af Cumberland og Hannover       | 11. oktober 1879   | 31. januar 1948    | Prins Max af Baden (10. juli 1867-6. november 1929)                                      |
| Prins Georg Wilhelm af Cumberland og Hannover          | 28. oktober 1880   | 20. maj 1912       |                                                                                          |
| Prinsesse Alexandra af Hanover og Cumberland           | 29. september 1882 | 30. august 1963    | Friedrich Franz 4., Storhertug af Mecklenburg-Schwerin (9. april 1882-17. november 1945) |
| Prinsesse Olga af Cumberland og Hannover               | 11. juli 1884      | 21. september 1958 |                                                                                          |
| Prins Christian af Cumberland og Hannover              | 4. juli 1885       | 3. september 1901  |                                                                                          |
| Prins Ernst August af Hannover, hertug af Braunschweig | 17. november 1887  | 30. januar 1953    | Prinsesse Viktoria Luise af Preussen (13. september 1892-11. december 1980)              |